# Список заслуженных тренеров СССР (конькобежный спорт)
Почётное спортивное звание, присваивалось в 1956—1992 годах.
| 1956 год |                                     |            |                             |            |             |  |
| 1        | Аниканов Иван Яковлевич             | 04.08.1956 | 08(21).01.1914 — 15.10.1979 | Москва     | «Спартак»   |  |
| 2        | Кудрявцев Константин Константинович | 04.08.1956 | 01(14).03.1912 — 31.01.1994 | Москва     | «Динамо»    |  |
| 3        | Сопов Евгений Иванович              | 04.08.1956 | 26.12.1909 — 26.08.1989     | Свердловск | «Динамо»    |  |
| 4        | Петров Николай Иванович             | ??.??.1956 |                             |            |             |  |
| 1957 год |                                     |            |                             |            |             |  |
| 1        | Честной Владимир Александрович      | ??.06.1957 |                             | Калинин    | «Строитель» |  |
| 1958 год |                                     |            |                             |            |             |  |
| 1        | Клыпин Лев Гаврилович               | ??.??.1958 |                             | Иркутск    |             |  |
| 2        | Хван Май Ундеевич                   | ??.12.1958 | 01.05.1929                  | Алма-Ата   |             |  |
| 1960 год |                                     |            |                             |            |             |  |
| 1        | Кочкин Борис Алексеевич             | ??.03.1960 |                             |            |             |  |

## 1964
- Шилков, Борис Арсеньевич

## 1966
- Строде, Петерис Янович

## 1968
- Прошин, Владимир Архипович 16.6.1918 — 24.7.1986

## 1971
- Селихова, Лидия Матвеевна

## 1973
- Гришин, Евгений Романович
- Кузьмин, Владимир Александрович

## 1975
- Павлов, Павел Николаевич

## 1976
- Вереина, Антонина Ивановна 1917—1994[6]
- Перель, Людмила Марковна
- Стенин, Борис Андрианович
- Чистяков, Юрий Матвеевич

## 1978
- Барышев, Борис Павлович
- Приставкин, Валентин Степанович

## 1980
- Петрусев, Анатолий Иванович

## 1982
- Муратов, Валерий Алексеевич

## 1984
- Васильковский, Борис Маркиэлевич
- Демин, Альберт Андреевич
- Калинин, Александр Александрович
- Кащей, Владимир Иванович
- Лаврушкин, Валерий Павлович

## 1985
- Гапеенко, Н.

## 1989
- Осадкин, Юрий Николаевич

## 1991
- Павловский, Юрий Александрович (шорт-трек)

## неизв
- Зыков, Иван Васильевич (до 1960)
- Красильников, Е. Н.
- Степаненко, Елена Петровна 6.5.1922 — 26.9.2011 (? 64)[7]